# 체이싱
체이싱(러시아어: Болевой порог)은 2019년 제작한 러시아의 영화이다.

## 캐스트

### 주연
- 로만 쿠르친 - 키릴 역
- 나탈리아 스코모로코바 - 티나 역
- 키릴 코마르로프 - 세르게이 역
- 아리나 포스트니코바 - 레나 역

### 조연
- 올렉 포민 - 블라드미르 역
- 그리고리 샤번 - 알렉세이 역